# Бродерик, Мэттью
Мэ́ттью Бро́дерик (англ. Matthew Broderick; род. 21 марта 1962) — американский актёр и певец. Лауреат двух премий «Тони», а также номинант на «Золотой глобус», «Эмми» и «Грэмми». Наиболее известен по ролям в фильмах «Феррис Бьюллер берёт выходной» (1986), «Военные игры» (1983), «Кабельщик» (1996), «Годзилла» (1998), «Инспектор Гаджет» (1999) и «Продюсеры» (2005), а также по озвучиванию взрослого Симбы в трилогии «Король Лев» (1994—2004).

## Ранние годы
Родился 21 марта 1962 года на Манхэттене, в семье актёра Джеймса Бродерика и драматурга Патриши Бродерик. Его мать была еврейкой, а отец католиком с ирландскими корнями. Мэттью окончил школу Уолдена, а также обучался в актёрской студии Герберта Бергхофа.

## Карьера
Мэттью пошёл по стопам родителей будучи ещё подростком. Он начал работать в театре и быстро преуспел в этом деле, и уже в двадцать три года получил высшую театральную премию «Тони» за роль в пьесе Нила Саймона «Воспоминания о Брайтон-Бич». В дальнейшем Бродерик успешно сотрудничал с Саймоном и Хортоном Футом, пьесы которых помогли раскрыть разносторонний талант актёра.
Дебют Бродерика в кино состоялся в ленте «Возвращение Макса Дагэна» (1983), а первый крупный успех пришёл к нему, когда на экраны вышла фантастическая лента режиссёра Джона Бэдэма «Военные игры». Бродерик в этом фильме предстал в образе американского школьника, юного компьютерного гения, который неожиданно подключается к компьютерной системе Пентагона. После этой роли он начал играть во многих фильмах, в которых снимался в качестве главного героя. Наиболее известными из его ролей стали «Феррис Бьюллер берёт выходной», «Семейное дело», «Слава», «Ночь, в которую мы с тобой так никогда и не встретились», «Годзилла», «Инспектор Гаджет», «Степфордские жёны», «Продюсеры», «Добро пожаловать, или Соседям вход воспрещён» и другие.
Помимо актёрства Бродерик однажды снял свой фильм «Бесконечность», где исполнил главную роль. Также он озвучил множество персонажей, в том числе льва Симбу в мультфильме «Король Лев» и его продолжениях.

## Личная жизнь

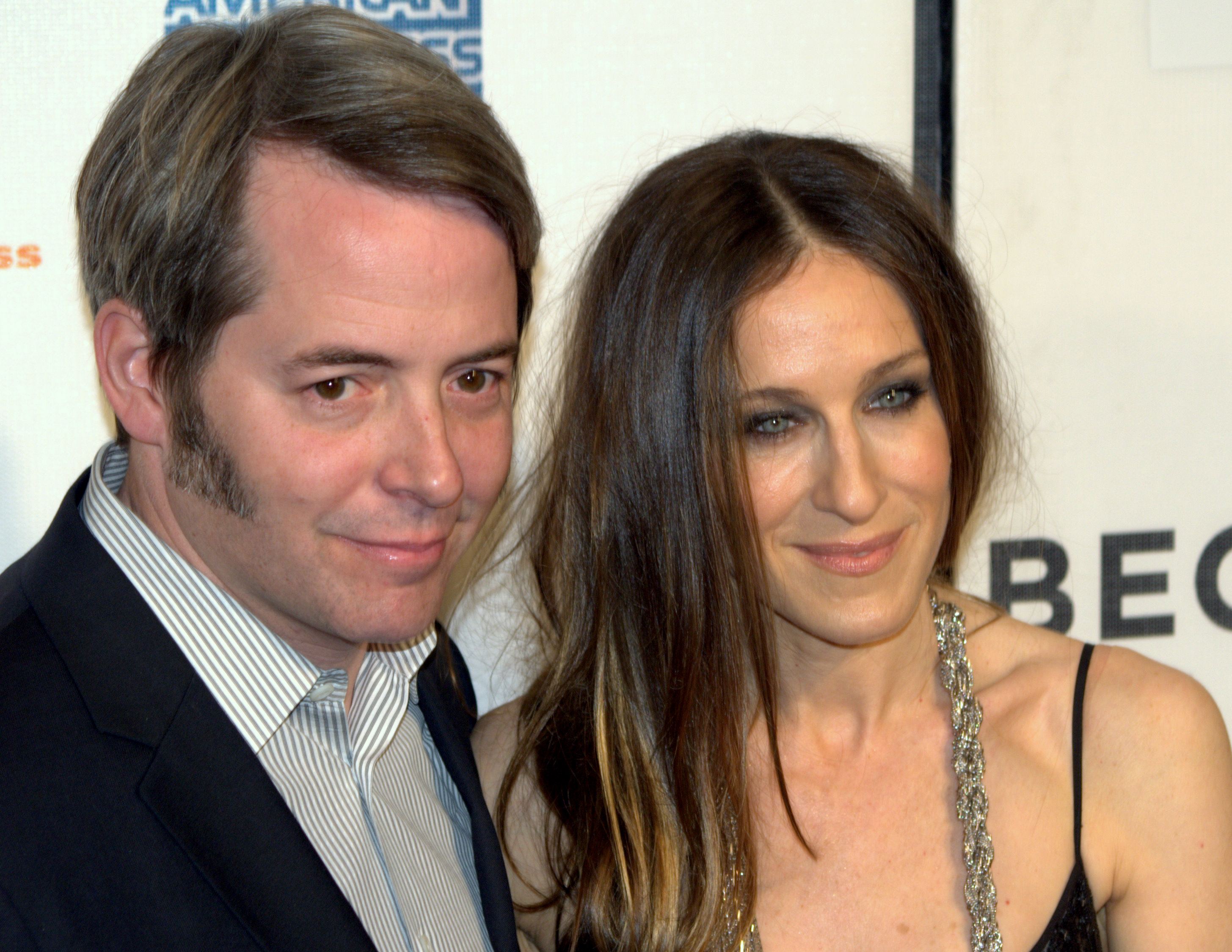
Бродерик и Сара Джессика Паркер в 2009 году.

С 1997 года Бродерик женат на актрисе Саре Джессике Паркер. Церемония регистрации брака состоялась в деконструированной синагоге в Нижнем Ист-Сайде. Несмотря на то, что Бродерик считает себя евреем, церемония была проведена его сестрой, Джанет Бродерик Крафт, епископальным священником. У них есть трое детей — сын Джеймс Уилки Бродерик (род. 28 октября 2002), а также дочери-близнецы — Мэрион Лоретта Элуэлл Бродерик и Табита Ходж Бродерик (род. 22 июня 2009), рождённые суррогатной матерью.

### Автомобильная авария
5 августа 1987 года, будучи за рулём арендованного автомобиля BMW в Эннискиллене, Северная Ирландия, Бродерик выехал на встречную полосу, лоб в лоб столкнувшись с Volvo, за рулём которого находилась Анна Галлагер, 30 лет, в сопровождении её матери, Маргарет Доэрти, 63 года; обе женщины погибли на месте. Он находился на отдыхе в компании актрисы Дженнифер Грей, с которой начал тайно встречаться во время съёмок фильма «Феррис Бьюллер берёт выходной», и после аварии об их отношениях стало известно общественности. Бродерик получил перелом ноги, рёбер, сотрясение мозга, и повреждение лёгкого, а Грей — травму шеи.
Бродерик рассказал полиции, что ничего не помнит об аварии и не знает, почему оказался на встречной полосе: «Я не помню того дня. Я даже не помню того, как проснулся с утра. Я не помню, как заправлял кровать. Я помню то, что проснулся в больнице со странным ощущением в ноге». Он был обвинён в смерти в результате опасного вождения, за что ему грозило до пяти лет лишения свободы, однако затем обвинение было переквалифицировано на статью о неосторожном вождении, и Бродерик был оштрафован на 175 долларов.
Сын и брат погибших, Мартин Доэрти, назвал приговор «надругательством над справедливостью». Позже он простил Бродерика и планировал встретиться с ним в 2003 году. В феврале 2012 года, после того как Бродерик снялся в рекламе автомобиля Honda, вышедшей во время рекламы Супербоула, Доэрти рассказал, что встреча так и не состоялась и что Бродерик «не самый удачный выбор на роль водителя, учитывая его прошлое».

## Фильмография
| Год       |    | Русское название                                        | Оригинальное название              | Роль                                       |
| --------- | -- | ------------------------------------------------------- | ---------------------------------- | ------------------------------------------ |
| 1981      | с  | Лу Грант                                                | Lou Grant                          | Майк                                       |
| 1983      | ф  | Возвращение Макса Дагэна                                | Max Dugan Returns                  | Майкл Макфи                                |
| 1983      | ф  | Военные игры                                            | WarGames                           | Дэвид                                      |
| 1985      | ф  | 1918                                                    | 1918                               | брат                                       |
| 1985      | ф  | Леди-ястреб                                             | Ladyhawke                          | Филипп Гастон                              |
| 1986      | ф  | Феррис Бьюллер берёт выходной                           | Ferris Bueller's Day Off           | Феррис Бьюллер                             |
| 1987      | ф  | Проект Икс                                              | Project X                          | Джимми Гарретт                             |
| 1988      | ф  | У неё будет ребёнок                                     | She's Having A Baby                | Феррис Бьюллер                             |
| 1988      | ф  | Билокси блюз                                            | Biloxi Blues                       | Юджин Моррис Джером                        |
| 1988      | ф  | Сентиментальная песня                                   | Torch Song Trilogy                 | Алан Саймон                                |
| 1989      | ф  | Семейное дело                                           | Family Business                    | Адам                                       |
| 1989      | ф  | Слава                                                   | Glory                              | полковник Роберт Гулд Шоу                  |
| 1990      | ф  | Первокурсник                                            | The Freshman                       | Кларк Келлогг                              |
| 1992      | ф  | В опасном положении                                     | Out on a Limb                      | Билл Кэмпбелл                              |
| 1993      | ф  | Ночь, в которую мы с тобой так никогда и не встретились | The Night We Never Met             | Сэм Лестер                                 |
| 1993      | тф | Жизнь в театре                                          | A Life in the Theater              | Джон                                       |
| 1993      | мф | Принцесса и сапожник                                    | The Princess and the Cobbler       | сапожник Тэк                               |
| 1994      | мф | Король Лев                                              | The Lion King                      | взрослый Симба                             |
| 1994      | ф  | Миссис Паркер и порочный круг                           | Mrs. Parker and the Vicious Circle | Чарльз МакАртур                            |
| 1994      | ф  | Дорога на Веллвилл                                      | The Road to Wellville              | Уильям Лайтбоди                            |
| 1996      | ф  | Кабельщик                                               | The Cable Guy                      | Стивен М. Ковач                            |
| 1996      | ф  | Бесконечность                                           | Infinity                           | Ричард Фейнман                             |
| 1997      | ф  | Дурман любви                                            | Addicted to Love                   | Сэм                                        |
| 1998      | ф  | Годзилла                                                | Godzilla                           | доктор Нико Татопулос                      |
| 1998      | мф | Король Лев 2: Гордость Симбы                            | The Lion King II: Simba's Pride    | Симба                                      |
| 1999      | ф  | Выскочка                                                | Election                           | Джим Макаллистер                           |
| 1999      | ф  | Инспектор Гаджет                                        | Inspector Gadget                   | инспектор Гаджет / Робогаджет / Джон Браун |
| 2000      | ф  | Можешь рассчитывать на меня                             | You Can Count on Me                | Брайан Эверетт                             |
| 2003      | тф | Музыкальный человек                                     | The Music Man                      | профессор Гарольд Хилл                     |
| 2003      | ф  | Лохматый спецназ                                        | Good Boy!                          | Хаббл                                      |
| 2004      | мф | Король Лев 3: Хакуна матата                             | The Lion King 1½                   | Симба                                      |
| 2004      | ф  | Мэри и Брюс                                             | Marie and Bruce                    | Брюс                                       |
| 2004      | ф  | Степфордские жёны                                       | The Stepford Wives                 | Уолтер Кресби                              |
| 2004      | ф  | Последний кадр                                          | The Last Shot                      | Стивен Шатс                                |
| 2005      | ф  | Продюсеры                                               | The Producers                      | Лео Блум                                   |
| 2005      | ф  | Freeвольная жизнь                                       | Strangers with Candy               | Роджер Бикман                              |
| 2006      | ф  | Добро пожаловать, или Соседям вход воспрещён            | Deck the Halls                     | Стив Финч                                  |
| 2007      | ф  | Так она нашла меня                                      | Then She Found Me                  | Бен Грин                                   |
| 2007      | мф | Би Муви: Медовый заговор                                | Bee Movie                          | Адам Флайман                               |
| 2008      | ф  | В одно ухо влетело                                      | Diminished Capacity                | Купер                                      |
| 2008      | ф  | Найти Аманду                                            | Finding Amanda                     | Тейлор Мендон                              |
| 2008      | мф | Приключения Десперо                                     | The Tale of Despereaux             | Десперо                                    |
| 2009      | ф  | Удивительный мир                                        | Wonderful World                    | Бен Сингер                                 |
| 2010      | с  | Луи                                                     | Louie                              | камео                                      |
| 2011      | ф  | Старый Новый год                                        | New Year's Eve                     | мистер Бьюэлтрон                           |
| 2011      | ф  | Маргарет                                                | Margaret                           | Эндрю Ван Тассел                           |
| 2011      | ф  | Как украсть небоскрёб                                   | Tower Heist                        | Чейз Фицхью                                |
| 2015      | ф  | Девушка без комплексов                                  | Trainwreck                         | камео                                      |
| 2016      | ф  | Манчестер у моря                                        | Manchester by the Sea              | Джеффри                                    |
| 2016      | ф  | Американская сторона                                    | The American Side                  | Борден Чейз                                |
| 2016      | ф  | Вне правил                                              | Rules Don't Apply                  | Левар Мэтис                                |
| 2018      | ф  | В прах                                                  | To Dust                            | Альберт                                    |
| 2018—2019 | с  | Коннеры                                                 | The Conners                        | Питер                                      |
| 2019      | с  | Дома с Эми Седарис                                      | At Home with Amy Sedaris           | Клифт Уилт                                 |
| 2019      | мф | Волшебный парк Джун                                     | Wonder Park                        | папа Джун                                  |
| 2019      | ф  | Любовь слепа                                            | Love Is Blind                      | Мюррей Краффт                              |
| 2019      | с  | Всё к лучшему                                           | Better Things                      | доктор Дэвид Миллер                        |
| 2019      | с  | Рассвет                                                 | Daybreak                           | Майкл Берр                                 |
| 2019      | мс | Рик и Морти                                             | Rick and Morty                     | говорящий кот                              |
| 2020      | ф  | Ленивая Сьюзен                                          | Lazy Susan                         | Даг                                        |
| 2023      | ф  | Без обид                                                | No Hard Feelings                   | Лэйрд Бекер                                |

### Театр
- Бэббит (La Jolla Playhouse, 2023)